# アポカリプスの砦
『アポカリプスの砦』（アポカリプスのとりで）は、蔵石ユウ（原作）、イナベカズ（漫画）による日本の漫画作品。講談社の漫画雑誌『月刊少年ライバル』2011年10月号から2014年7月号（最終号）まで連載。本誌休刊後は講談社新雑誌WEB『新雑誌研究所』に移籍し2014年8月19日更新分から2015年8月4日更新分まで連載。またDeNAのマンガ雑誌アプリ『マンガボックス』にも移籍し、2014年2月23日から 2015年11月9日まで第1話から毎週1話ずつ配信されていた。
単行本は、ライバルKCより1～6巻が、7巻～10巻がマンガボックス発マガジンKCより刊行されている。また、コミックスは韓国、台湾、タイなど海外でも発売されている。

## あらすじ
ごくごく普通の少年、前田義明はある日突然、無実の罪を着せられ、無期懲役の判決を受けてしまう。絶望の中、関東中の不良が集まる青少年矯正施設、松嵐学園に収監された義明は、学園内でもかなりの曲者である吉岡、岩倉、山野井と同室の監房に入れられ、暴力と理不尽な日常の渦に容赦なく飲み込まれていく。
だが、学園の外では地下鉄構内において検挙した犯人に噛まれ死亡した警察官のニュースが流れる中、犯人逮捕に協力した人々も次第に変化し、ゾンビとなってしまう。時を同じくして死亡したと思われた警察官もゾンビとなり検視官を襲うなどあらゆる場所で日常の平穏は崩れ去った。ついにゾンビは学園にも到達、義明の悲惨な日々も終わりを迎えることになった。学園内で発生した事故の現場に突然現れたのは、とても現世のものとは思えない、人間を貪り食らうゾンビだった。義明たちはいやおうなしに、ゾンビや黒幕との戦いに挑むことになる。

## 用語解説
松嵐学園（しょうらんがくえん）
1948年（昭和23年）、千葉県K市に設立された青少年矯正施設。千葉県房総半島の東京湾沿いに位置している。収容者124人、刑務官20人、計144人がいる。入り口には大きな門があり、学園の周りは高い塀で囲まれている。建物は3棟に分かれ、1棟に4人部屋の雑居等室が12室あり、問題のある院生が入る懲罰室が5部屋ある。
朝は6時半に起床し、床上げ、洗面、点呼、朝掃除、黙想、朝食、点呼、朝礼、出棟、職業訓練、各種学科または講義、点呼、黙想、昼食、食後余暇、各種学科・・といったカリキュラムをこなす。規則は厳しく、わずかな楽しみは質素な食事と、その後にある余暇の時間のテレビ視聴だが、前田が収監された時、そのテレビは故障中していた。尚、テレビの故障の原因は単体アプリの特別編のマンガにて描かれてある。

## 登場人物

### 主要人物
前田 義明（まえだ よしあき）
本作の主人公。16歳。刑期：無期。4号室の一員。髪の色は青。殺人罪で松嵐学園に収監されるが、それは全くの無実である（義明はたまたま殺害現場に行ってしまっただけ）。しかしその主張は誰にも認められることは無かった。不良が多数収監されている学園の中では珍しく、ごくごく普通のどこにでもいるような少年。非力で争いを好まない温和かつ臆病な性格のため、当初は弱気になったり泣くことも多い。しかし根は優しく、他人を思いやる気持ちや正義感は強い。家族の安否を確認しに行った際はボコールに対し拳銃を撃っており、それ以降ボコールに執拗に危害を加えられそうになる。施設を襲ったボコールにマシンガンを撃ち、鉈で首を切り落とし、殺したと思っていたときに右手の親指を食いちぎられウイルスに感染してしまう。感染後に岩倉によって右腕を切断されるが感染は防げず、驚異的な治癒力とゾンビを操る能力を手に入れる。(ただしゾンビを操ったのは一時的。)ハットに血を飲まれるため連れて行かれそうになるが一ツ兜の攻撃に気付き、ヘリコプターから脱出している。その後坂上博士からの頼みにより海ほたるを目指すことを決意する。初めの内はボコール特有の身体変化は現れていなかったが、海ほたるで前田の姿をしたボコールに岩倉が殺害された(実際は生き延びていたが)と知った時瞳が3つに分裂し、更にゾンビを操る能力も飛躍的に上昇した。父・母・由美子と4人で団地に住んでいたが、家族は全員ゾンビ化してしまった。制服はブレザーでバス通学をしていたようである。部活には所属していなかった。男性器のサイズは人並み外れているようであり、ボコールになったかの確認の為に服を脱がされた際、吉岡たちには「こっちの方がバケモノ」「感染前からあのサイズだったのか？」「とんだデザートイーグル」などと評されている。使用したことのある武器は拳銃、松葉杖、鉄パイプ、割り箸、ゴルフクラブなど。
吉岡 正文（よしおか まさふみ）
18歳。刑期：2年3か月。罪状は明らかになっていない。4号室の室長。髪の色は金髪。髪型は鎖骨までかかるロングヘアー。学園に入る前には、チームに所属していた経験や家出歴がある不良。人当たりが良い飄々とした雰囲気のように見えるが、実際はキレやすく好戦的かつ喧嘩っ早い性格で、ナイフを常に隠し持っている。戦闘力は高く、ナイフはもちろん鉄パイプ、チェーンソーを武器として使用し、車、バイクの運転もこなす。イモビライザーの無い車なら、ドライバーが1本あれば直結することも出来るようである。家族構成は父（吉岡が生まれた頃に浮気相手と失踪）と母。母親は「LUCKY HILLS」というゲームセンターを経営しており、吉岡も子どもの頃はよくここにあるゲームで1日中遊んでいた。短編では8号室のリーダー千田に、母とゲームセンターのことをけなされ、ナイフで切りつけるシーンがあった。カンパンよりは中に入っている氷砂糖の方が好き。未成年であるが飲酒と喫煙をしている。初対面の花畑に女と勘違いされた。
岩倉 剛（いわくら ごう）
17歳。刑期：3年。罪状は殺人。4号室の一員。髪の色は黒。背中に銃創がある。人を小馬鹿にしたような態度はあまり好まず、寡黙な性格で表情の変化も乏しい。4号室のメンバーの中では1番背が高く、身体つきも大きいため威圧感がある。素手での戦闘力、武器の使用や知識、対応力が高く躊躇と容赦の無い攻撃をする。前田の窮地を何度も救っている。使用したことのある武器はナイフ、避雷針、銃（ポンプ式）など。バイク、大型トラックの運転もこなす。家族構成は父（商社マンとしてアフリカ某国に駐在していたが、10年前に反政府ゲリラ「光の旅団」に家を襲撃され死亡）以外は不明。10年前に父親が殺された後、ゲリラ団に入れられ厳しい訓練を受けていた。ゲリラ団ではトニーという友達がいた(当初岩倉は友達として付き合おうとはしなかった)。ある日、岩倉はゲリラからの脱走を図ったが失敗し、捕まってしまう。ゲリラ団の決まりにより脱走を図った者は利き腕を切り落とすことになっており、その切り落としを教官はトニーに命ずる。しかし、トニーは友達である岩倉の腕を切り落とせず、教官に攻撃をしたためゲリラのメンバーに殺されそうになるが、政府軍の介入による混乱に紛れ岩倉とトニーは日本大使館へ逃げる(このときには岩倉はトニーを友達と呼んだ)。しかし、二人の後を追ってきた教官によりトニーは殺害されてしまう。トニーを罵倒しながら死体に追い打ちをかける教官に岩倉は怒りを爆発させ教官の頭を拳で潰し殺害。その後、日本へ帰国し松嵐学園へ収監された。前田にはトニーの面影を感じている。海ほたるでは前田を守るために前田の姿をしたボコールと戦うも脊髄を砕かれ柱に潰される。死亡したかに見えたが、工事中の穴に逃れたことで右手を失うも生きていた。
山野井 満（やまのい みつる）
17歳。刑期：2年6か月。罪状は殺人。4号室の一員。通称は「ノイマン」。眼鏡をかけており、髪の色は緑。髪型はボブに近く、たれ目で下まつ毛が長い。眼鏡をあげるシーンが多い。人を見下した態度をよく取り、高慢な物言いも多いが常に冷静沈着で作中で1番の博学である。そのため感染についての仮説を立てるとすぐに、同じ学園内の人間でも容赦なく攻撃をした。T市の自衛隊N駐屯地へ銃器類を取りに行くことを提案したのはノイマンである。テレビを低俗なものと称しているが、テレビでワーグナーの自筆の台本草稿発見のニュースが放送していたときは話をしていた8号室のメンバーを無視してまで見ようとしていた。(尚テレビが壊れたのは、この時8号室のメンバーに遮られて台本草稿の金額を聞き逃した事に激昂した山野井が千田をテレビで殴ったためである。)バイクの運転をこなす。使用したことのある武器は拳銃、避雷針（電流付き）、チェーンソーなど。右肩に違和感を覚えていたが、前田の家族の安否を確認しに行った際にF型ウイルスに感染しており、歯が抜ける症状が出た。海ほたるを目指す際にゾンビの群れの中を泳ぎ風の塔の換気装置を作動させるが、帰るときに発症し、ゾンビ化してしまう。道を塞ぐ車の山とゾンビの群れを吹き飛ばすためにライターに火をつけガソリンに引火させるがノイマンも爆発にのまれ死亡する。
12歳のころは借金にまみれる元女優の母と暮らしていた。母からは虐待を受けていたが、互いに愛情はあった。しかし学校を通じて児童相談所に虐待が知られてしまい、母から自分を引き離そうとした児童相談所の職員を殺害。死体を貯水タンクに隠すが、警察にばれてしまい逮捕される。逮捕後反省の色がない、という理由で施設を転々とし松嵐学園へ来た。「ノイマン」という名は吉岡が付けた名前であり、どっかの偉い博士と同じ名前という理由で山野井本人も気に入った。

### 松嵐学園
園長
松嵐学園の園長。黒縁眼鏡をかけた年配の男。前田が収監される際に直接訴えた無罪の主張を全く聞き入れず、むしろ反省をしていない、と称した。後に死亡したが、死因は不明。死体は一ツ兜がキョージン兄弟に始末するよう命令をした。
刑務官、教官
体育教官の大沼、実習担当の遠藤などがいる。収容されている生徒が暴れた際にはすぐに表れ、取り押さえる。一連の騒動の際にゾンビに襲われ、多くが死んでしまったようである。
8号室のメンバー
4号室と対立している。室長は千田。右頬に傷がある。父親が広域指定暴力団の総長のため、次期総長である。他に、坊主頭の大柄の男、眼鏡をかけた男がいる。大柄の男は事故の際に現れたゾンビに殺されている。
一ツ兜 清春（ひとつかぶと きよはる）
18歳。刑期：不明。顔に大きな一文字の傷跡がある男。6号室の室長だったが一連の騒動の後、園長の座に就いた。吉岡たちが敬語を使い「中の怪物」と称することから、学園内でかなり力のある人物らしく、誰も逆らう人物はいないようである。両親は昔、対向車と正面衝突事故を起こし死亡。相手は無事で、通話していたことから10割型悪いとされていたが、未成年であったために罪にとられなかった。この際、自身を｢2秒先が見えていたら｣と悔やんでいた。すると、実際に2秒先が見えるようになる。それから、過去に両親と事故を起こした人物を殺害し、松嵐学園に入園したものと思われる。はじめは前田達4号室メンバーと対立していたが、徐々に信頼し合うようになる。狂信者集団との戦いでは4号室のメンバーと共闘し、逃げようとしたハットのヘリコプターを前田らが自衛隊駐屯地から持ってきた01式軽対戦車誘導弾で撃墜した。自分のことを父として慕うデイジーに対し優しく接しているが、デイジーの記憶が戻ったときは殺すつもりと言っている。そのためデイジーがゾンビに噛まれたときは、新薬を手に入れるために海ほたるへ向かう。坂上博士から新薬を受け取り、施設へ帰るがその後の動向は劇中では語られていない。髪型はスキンヘッド。事故での後遺症から松葉杖をついている。
仲崎 恭一（なかざき きょういち）、仲崎 仁（なかざき ひとし）
通称、キョージン兄弟。タンクトップ姿が恭一、Tシャツ姿が仁。一連の騒動の後、一ツ兜と共に現れた人物。2人とも7号室に収監されていた。一ツ兜に敬語を使い、さん付けで呼ぶが、一ツ兜のいない場所では呼び捨てにしていた。どちらが兄で弟なのかは明らかになっていない。髪型は2人とも坊主頭。首にそれぞれの名前を記した、蜘蛛の巣の刺青のような模様がある。2人とも凶暴でキレやすい性格らしく、笑いながら岩倉に警棒型スタンガンで攻撃をしていた。後に、自衛隊駐屯地からもどって来た岩倉によって空砲の銃で仕返しされる。ゾンビ化した仲間の頭を割って楽しんでいた。Fウイルスに感染した前田に気付き、仲間を引き連れ、殺しにかかってきた。

### 松嵐学園外の人物
陸上自衛隊駐屯地にいた男
中年の自衛隊員の男性。前田と岩倉が出会った。作中で初となる、学園の外の生き残りである。これを受けて前田は、他にも生き残りがいるかもしれない、という仮説を立てていた。学園に持ち帰るための武器庫へと案内をして貰うことになったが、その行動は今一つ煮え切らず、そうこうしているうちに突然現れた犬型ゾンビに首を噛まれ死亡。陸上自衛隊駐屯地のとある小屋の中には、隊員とみられる手足をもがれた生き残りも3名ほどいた。
花畑慎平（はなばた しんぺい）
陸上自衛隊駐屯地に突然現れた男。法被を羽織り、パーマがかった黒髪に手拭いのような布を頭に巻くなどラフな服装をしている。関西弁で話し、関西人らしい気さくで大らかな性格をしている。大型の装甲車の中から、閃光弾、手製のナパーム弾で笑いながら犬型ゾンビに攻撃をし前田と共に岩倉の窮地を救う。前田たちと同じく武器を得るために基地にやってきた。のちにこころよく前田たちを学園まで送り届ける約束をし、行動を共にすることになる。陸（通称：りっくん）という名の息子が1人いる。海ほたるでの決戦後は4号室のメンバーに別れを告げ、りっくんと供に知り合いを訪ねるために北上する。
笠原祐史（かさはら ゆうじ）
陸上自衛隊駐屯地に突然現れた男。黒髪。太い黒縁眼鏡をかけ、作業着のような服装をしている。関西弁で話すが花畑と比べると物静かで小柄。花畑と共に車を鉄板で覆うなどして装甲車へと改造し、出身の兵庫からやってきた。この車には『笠原煙火店』と表記されている。花畑とは付き合いが長く「シンちゃん」と呼んでいる。狂信者集団が松嵐学園へ来た際はウイルスのついた画鋲を使い、反撃のチャンスを作るなど頭がキレる。しかし、ボコールのビデオの場所を吐かない吉岡たちへの見せしめにより、狂信者集団にゾンビの群れに落とされ死亡する。死体は花畑の手で埋葬された。
坂上優子（さかがみ ゆうこ）
政府のウイルス研究所に勤める生物学者。研究所の中にいたため感染を逃れ、研究所内で仲間や夫と供にウイルスの研究をし、Mウイルス・Fウイルスの存在を発見している。研究中に夫がゾンビに襲われ、ウイルスに感染してしまう。Fウイルスに感染した夫をサンプルに研究を続けるが、Fウイルスが夫の体内から死滅しだしたため他のFウイルスの感染者を捜すために夫と供に車で研究所を出ようとしたとき女のボコールが操るゾンビの山に襲われる。振り切るために高速道路へ入り、海ほたるへ逃れる。逃れた際、木更津側のブリッジがゾンビの山の重さで落ちている。警視庁、自衛隊、海上保安庁、米軍基地、アメリカ・イギリスの大学に電話をかけたがつながらず、生存者の期待できる施設は刑務所、更生施設しかないと考え、日本中の刑務所に電話をした結果、松嵐学園へつながった。4号室のメンバーにFウイルスの感染者を捜し、海ほたる連れてきてほしいと頼んだ。海ほたるでは前田を新薬のサンプルにしようと解剖しようとしたが、一ツ兜に止められる。最終的に前田の姿をしたボコールから新薬を作ることに成功し、その功績からノーベル賞を受賞する。フルネームは最終話で判明し、単行本8、9、10巻のキャラクター紹介では「坂上博士」と表記されている。

### ゾンビ
学園外の、ほとんどの人間がゾンビ化してしまっている。ゾンビが発生した原因、感染源などの、詳しいことは一切不明。
狂犬病のような感染症らしく、発症すると精神錯乱を起こし、人に噛み付き、襲いかかるなど、凶暴化する。このゾンビに襲われ、傷口から何らかの病原菌が短時間で侵入、感染すると、同じように人を襲うようになる。ノイマンは、「ウイルスに感染した病人であるが、感染したことで人間以外の生物に進化した、人間以外の何か」と、仮説を立てていた。坂上博士たちの研究により、爆発的な感染力を持つMウイルス、感染力が弱く潜伏期間を経て発症するFウイルスが発見された。Fウイルスの感染者の中でごく少数の人間が驚異的な治癒力とゾンビを操る能力を発現する。作中でFウイルスに感染し、かつ上記の能力を発現した描写のある人間は坂上博士の夫と前田のみ。

顎を引き裂く、頭部を素手で潰すなど、筋力が異常にあり、首の骨がねじ切れても動くことが出来るが、俊敏性は低い。脳を破壊されると絶命するが、それ以外のダメージは全くものともしない。感染者はゾンビ化しても、それ以前の生活習慣を繰り返し行動する。街にいたゾンビの一部は山のように積み重なり、謎の人物をその頂上に乗せて移動していた。ボコールの操作により人間の塔や山が形成されるとその構成材料となったゾンビには凄まじい負担がかかり、全身の骨や筋組織が重さにより破壊されて絶命する。
人型ゾンビと、犬型ゾンビ（自衛隊駐屯基地にいた。足が非常に速く、知能も少し持つようである。人間や死んだ他の犬型ゾンビを食べる。人面犬のような外見をしている）がいる。作中では当初、通り魔、噛み付き魔事件として報道をされ、池袋、板橋区、川崎市登戸、春日部市、東村山市の順で徐々に現れていったようである。
ボコール
前田達が街へ出た際に出会った謎の人物。積み重なったゾンビの上にまるで椅子に腰かけているかのように座っている。髪型は鎖骨までかかる長いパーマ。瞳が3つに分裂しており、生殖器と肛門が存在しない。ボコールとはブゥードゥー教における黒魔術の司祭のことで生ける屍を作り、操ることからノイマンが命名した。
最初に近距離でこの人物に拳銃で攻撃をし、命中させたのは前田である。しかし死ぬことはなく、後に他のゾンビたちにその傷口を舐めさせ、前田が言い放った言葉をぶつぶつと繰り返していた。この人物がダメージを受けると他のゾンビがより攻撃的になる等の、明らかな行動の変化が出た。そのことについてノイマンは、「謎の人物が、化け物にしか感知をすることが出来ない、強烈な警報フェロモンを出したのではないか」と仮説を立てていた。
陸上自衛隊駐屯地に突如現れ、他のゾンビたちを操りながら前田たちに襲い掛かる。他のゾンビたちには見受けられなかった圧倒的な肺機能を用いた音、声を使った攻撃をおこなった。その際、前田に強い執着を持ち執拗に危害を加えようとしていたが、その真意は不明。ノイマンが肺にボールペンを刺したことにより無力化させられ、施設に軟禁される。軟禁中にりっくんを操り、前田たちを襲った収容者を皆殺しにする。その後はノイマンたちに傷の治癒能力などの実験をされる。実験後も軟禁されていたが、軟禁中にキョージン兄弟がボールペンを抜いてしまったためゾンビを操り、施設を襲う。前田にマシンガンで撃たれた後に首を切り落とされ、死亡したように見えたが、前田の右手の親指を食いちぎりウイルスを感染させる。その後吉岡に頭を鉈で真っ二つにされ、死亡する。
花畑陸（はなばた りく）
花畑の息子。通称は「りっくん」。なんらかの形でウイルスに感染してしまったようで、ゾンビ化している。そのため身動きが出来ないように拘束され、花畑たちが乗ってきた装甲車の中の檻に入れられていた。しかし花畑はりっくんの感染については頑なに否定しており、笠原と共に医者を探して各地を装甲車で転々としていたが医者は見つからなかったようである。謎の男が陸上自衛隊駐屯地に近づいてきた際に、他の犬型ゾンビと同じような異常行動を起こしていた。松嵐学園の食堂でボコールの声に操られた際には運動性能が遥かに上昇し、前田達を除く食堂にいた全員を惨殺した。最後は坂上博士にワクチンを投与された後花畑に連れられ北上したが、その後の動向は不明。
坂上博士の夫
坂上博士と同じく、ウイルス研究所に勤める生物学者であった。ウイルスの研究中にFウイルスに感染してしまう。感染後に全身の毛が抜け、生殖器と肛門がなくなり、瞳が3つに分裂し、頭が変形するといった症状が出た。坂上博士と供に海ほたるへ逃れる。海ほたるで坂上博士に研究のためにバラバラにされ、ホルマリン漬けのように容器に詰められていた。
女のボコール
坂上博士を襲ったボコール。前田たちが会ったボコールと同様に生殖器がなく瞳が3つに分裂しているが、髪はない。新薬のサンプルにするため前田の操るりっくんに生け捕りにされるが、突如現れた大男のボコールと融合する。
大男のボコール
女のボコールを生け捕りにしたりっくんの前に現れたボコール。女のボコールと融合し、巨大な受精卵となる。
前田の姿をしたボコール
受精卵から生まれたボコールが変化した姿。本作の最後の敵。生まれたときには人間の形から離れた容姿をしていた。後に自身を頭部、まとめたゾンビを体とした巨大な赤子のような姿となるが、舌と唇で前田の型をとり前田の姿に変化する。他のボコールと異なり巨大な体を持つ。最後にはゾンビを操る能力を発現させた前田に滅多打ちにされたことで活動を停止した。

### 狂信者集団
ボコールを「光の子」と呼び、崇拝する集団。ウイルスは神からの恵みであり、ゾンビは天使、という考えを持っている。メンバーの名前は『きかんしゃトーマス』の登場キャラクターの名前から付けられた偽名である。光の子を探すため施設に国連軍のヘリコプターで現れた。国連軍の振りをし、施設の収容者を救助すると嘘を言った。その後、天使を大量殺害したとして収容者を神の元へ帰すと称し銃殺、天使の仲間入りと称しゾンビの群れの中に落とした。
4号室のメンバーたちの反撃によりゾンビ化させられた他、前田に操られたゾンビにより殺されてしまう。残りのメンバーもデイジーを除き、収容者たちにより集団リンチにされる。尚これらの正体は、一連の事故で精神的に弱っているところをハットにより洗脳された、在日アメリカ軍である。
デイジー・新沼（デイジー にいぬま）
狂信者集団のメンバーの一人。階級は上等兵。4号室のメンバーに施設内を案内してもらうが、その際に「前田の両親の安全が確認されている」と言ったことにより、4号室のメンバーに自分たちが国連軍ではないことがばれてしまう。4号室のメンバーが持っている光の子を撮影したビデオを手に入れるために行動を起こした他、収容者の殺害も行った。ボコールのウイルスに感染した前田が第二の光の子と確信するが、信頼していたハットに見捨てられたショックにより、幼児退行を起こしてしまう。幼児退行後は自分の父親と容姿の似た一ツ兜を慕うようになる。4号室のメンバーが海ほたるへ向かった後、屋外に出て生き延びていたゾンビに手を噛まれてしまう。感染後は独房に入れられる。一ツ兜が新薬を持ち帰り、治療したと思われるが、劇中では語られていない。
狂信者集団に入る以前に参加した船上パーティでウイルスの集団感染が起き、デイジーは感染を免れ、ハットと後の狂信者集団のメンバーの一人と出会う。漂流の末にハットらと供にボコールを目撃した過去を持つ。
ハット
狂信者集団のリーダーであり、牧師でもある。階級は伍長。狂信者集団の指揮をとる。その目的は光の子の血を飲み、自分自身が光の子になることであった。ボコールにウイルスを感染させられた前田を捕らえ、血を飲むためにヘリコプターで連れ去ろうとするが、一ツ兜に01式軽対戦車誘導弾でヘリコプターを撃墜され死亡する。
かつて船上パーティでの集団感染の後にデイジーらと供にボコールを目撃し、最後の審判が始まったことを確信する。ボコールを見失った後、横須賀の米軍基地に赴き、ゾンビの研究をする人々と出会い、彼らと供にゾンビは「新生物」、ボコールは「新世界の王」と考えるようになった。

## ゲームへの登場
本作単独でのゲーム化はされていないが、セガゲームスが提供するゲームアプリ『Kingdom Conquest II』の『少年マガジン コミックス』、『マンガボックス』とのコラボレーションイベントにおいて本作に登場する「ゾンビ犬」、「ボコール」、「デイジー・新沼」が2014年7月10日から同年7月24日まで配布された。

## 単行本
1. 2012年3月2日発売 ISBN 978-4063802078
2. 2012年6月4日発売 ISBN 978-4063802191
3. 2012年11月2日発売 ISBN 978-4063802443
4. 2013年4月4日発売 ISBN 978-4063802634
5. 2013年8月2日発売 ISBN 978-4063802795
6. 2013年12月27日発売 ISBN 978-4063802931
7. 2014年7月9日発売 ISBN 978-4063813159
8. 2015年1月9日発売 ISBN 978-4063952780
9. 2015年4月9日発売 ISBN 978-4063953770
10. 2015年10月9日発売 ISBN 978-4063955248